# Canton de Montebourg
Le canton de Montebourg est une ancienne division administrative française, située dans le département de la Manche et la région Basse-Normandie.

## Histoire
De 1833 à 1848, les cantons de Montebourg  et de Sainte-Mère-Église avaient le même conseiller général. Le nombre de conseillers généraux était limité à trente par département.

## Administration

### Conseillers généraux de 1833 à 2015
| Période | Période      | Identité                                               | Étiquette    | Qualité                                                                                  |
| ------- | ------------ | ------------------------------------------------------ | ------------ | ---------------------------------------------------------------------------------------- |
| 1833    | 1842         | Jean-Louis Sivard de Beaulieu                          |              | Conseiller référendaire à la Cour des comptes, maire de Carentan (1848-1852)             |
| 1842    | 1852         | Alexis de Tocqueville                                  |              | Magistrat, député (1839-1851), président du conseil général (1849-1851)                  |
| 1852    | 1892 (décès) | César de Moré, comte de Pontgibaud                     | Droite       | Avocat, maire de Saint-Marcouf                                                           |
| 1892    | 1907         | César de Moré, comte de Pontgibaud (fils du précédent) | Conservateur | Propriétaire, maire de Pontgibaud                                                        |
| 1907    | 1913         | Raphaël Buhot                                          |              | Propriétaire au Ham                                                                      |
| 1913    | 1940         | Joseph Lecacheux                                       | RG           | Médecin, député (1928-1940)                                                              |
|         |              |                                                        |              |                                                                                          |
| 1945    | 1951         | Joseph Lecacheux                                       | DVD-RPF      | Médecin, député (1928-1940 et 1945-1948), sénateur (1948-1952)                           |
| 1951    | 1958         | Albert Pèlerin                                         | RPF          | Mécanicien, maire de Montebourg                                                          |
| 1958    | 1976         | Henri Lecacheux (neveu de J.Lecacheux)                 | CNI          | Négociant, maire de Saint-Cyr puis de Montebourg                                         |
| 1976    | 1982         | Louis Laisney                                          | DVD          | Ancien responsable des carrières dans une entreprise, conseiller municipal de Montebourg |
| 1982    | 1988         | Henri Lecacheux (1916-1995)                            | CNI          | Négociant, maire de Montebourg                                                           |
| 1988    | 2015         | Rolande Brécy                                          | DVD          | Infirmière, maire de Fresville, vice-présidente du conseil général                       |

Le canton participe à l'élection du député de la quatrième circonscription de la Manche jusqu'aux élections législatives de 2012, puis de celui de la première après le redécoupage des circonscriptions.

### Conseillers d'arrondissement (de 1833 à 1940)
Le canton de Montebourg appartenait à l'arrondissement de Valognes jusqu'à sa disparition en 1926.
| Période                                  | Période | Identité                                | Étiquette | Qualité |
| ---------------------------------------- | ------- | --------------------------------------- | --------- | --- |
| 1833                                     | 1836    | M. David-Dumutel                        |           | Chef de bataillon de la Garde nationale, propriétaire à Saint-Marcouf                                       |
| 1836                                     | 1842    | M. Guérin                               |           | Adjoint au maire de Montebourg                                                                              |
| 1842                                     | 1848    | Placide Jean Charles Le Mor (1781-1859) |           | Propriétaire, juge de paix, ancien maire de Montebourg                                                      |
|                                          |         |                                         |           | |
| 1907                                     | 1940    | Pierre Marin Frigot (1862-1952)         | RG        | Propriétaire-agriculteur à Saint-Floxel, président du conseil d'arrondissement, suppléant du juge de paix   |
| 1940                                     |         |                                         |           | Les conseils d'arrondissement ont été suspendus par la loi du 12 octobre 1940 et n'ont jamais été réactivés |
| Les données manquantes sont à compléter. |         |                                         |           | |

## Composition

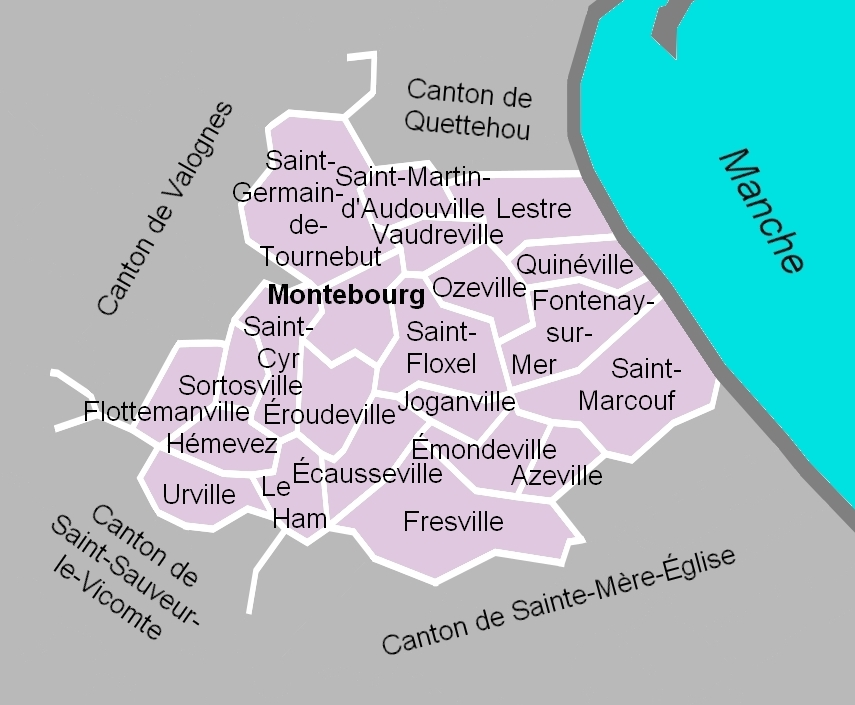
La carte des communes du canton, littoral de la Manche. Les cantons limitrophes étaient ceux de Valognes, de Quettehou, de Sainte-Mère-Église et de Saint-Sauveur-le-Vicomte.

Le canton de Montebourg comptait 6 902 habitants en 2012 (population municipale) et groupait vingt-deux communes :
- Azeville ;
- Écausseville ;
- Émondeville ;
- Éroudeville ;
- Flottemanville ;
- Fontenay-sur-Mer ;
- Fresville ;
- Le Ham ;
- Hémevez ;
- Joganville ;
- Lestre ;
- Montebourg ;
- Ozeville ;
- Quinéville ;
- Saint-Cyr ;
- Saint-Floxel ;
- Saint-Germain-de-Tournebut ;
- Saint-Marcouf ;
- Saint-Martin-d'Audouville ;
- Sortosville ;
- Urville ;
- Vaudreville.

À la suite du redécoupage des cantons pour 2015, toutes les communes sont rattachées au canton de Valognes.

### Anciennes communes
Les anciennes communes suivantes étaient incluses dans le canton de Montebourg :
- Sainte-Marie-d'Audouville, absorbée en 1811 par Saint-Martin-d'Audouville.
- Hautmoitiers et Tourville, absorbées en 1812 par Lestre.

## Démographie
| 1962  | 1968  | 1975  | 1982  | 1990  | 1999  | 2006  | 2011  | 2012  |
| ----- | ----- | ----- | ----- | ----- | ----- | ----- | ----- | ----- |
| 7 044 | 6 914 | 6 166 | 5 986 | 6 312 | 6 385 | 6 558 | 6 871 | 6 902 |